# Castello della Lucertola
Il castello della Lucertola è un castello risalente al X secolo nel comune di Apricale, nella provincia di Imperia in Liguria. In origine era una postazione difensiva e divenne poi residenza feudale e signorile. In epoca contemporanea è stato sede di eventi culturali e mostre oltre che di un museo della storia di Apricale dove, tra documenti e reperti storici, sono conservati anche gli statuti apricalesi medievali del 1267.

## Descrizione
Si trova nel borgo storico del paese, tra piazza Vittorio Emanuele e via al Castello, nelle immediate vicinanze della chiesa della Purificazione di Maria Vergine, su uno sperone roccioso e dominante la sottostante insellatura.

## Storia

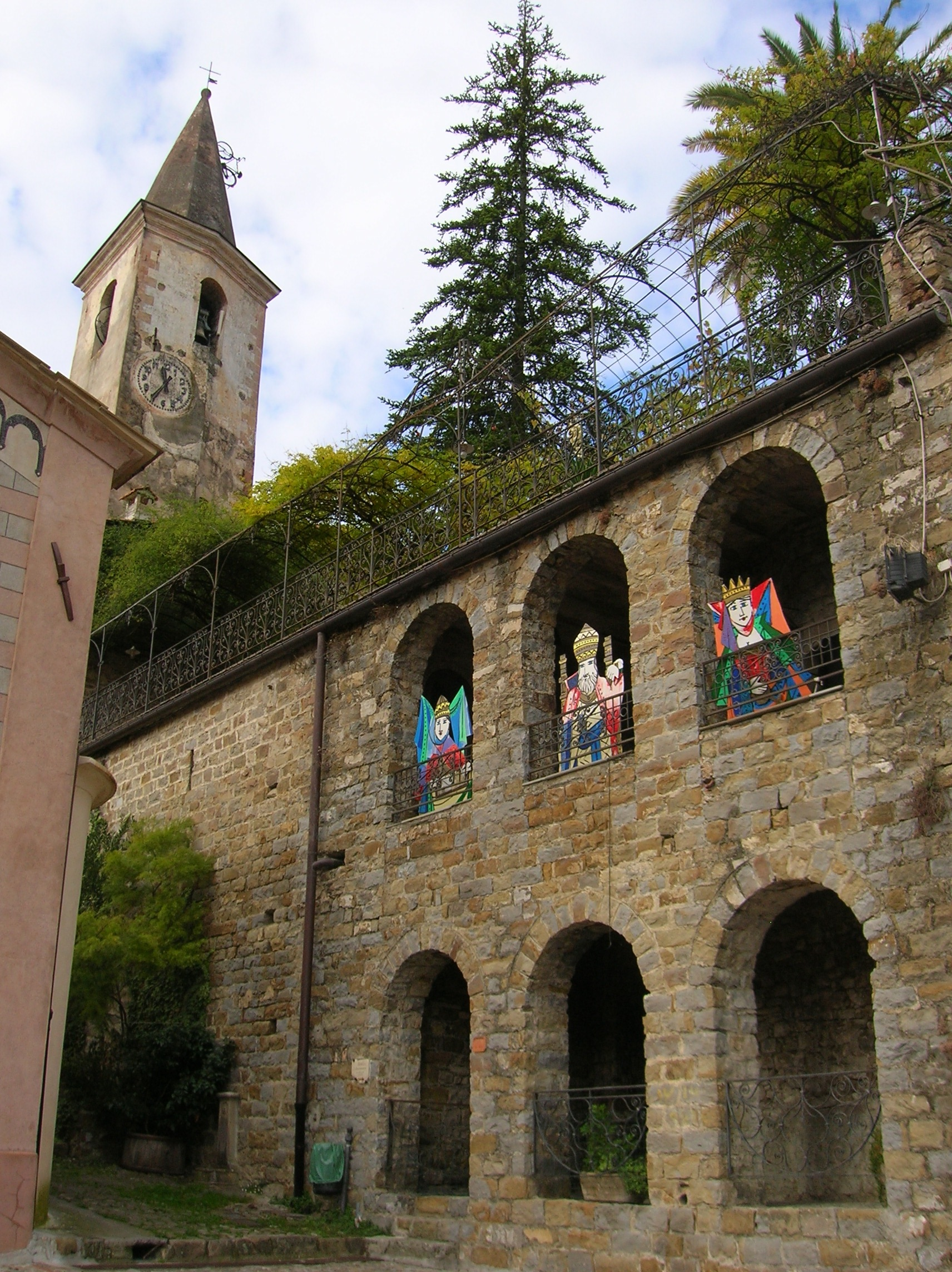
Particolare della struttura

Il castello feudale - il cui toponimo "della Lucertola" rimane ancora incerto sul reale significato del sito - fu eretto molto probabilmente nel X secolo dai Conti di Ventimiglia e appartenne in seguito alla nobile famiglia dei Doria. Anticamente la struttura fu dotata di due torri quadrate, molto simile al castello di Dolceacqua, finché in seguito una delle due torri rimasta in piedi fu trasformata nel campanile della vicina chiesa parrocchiale della Purificazione di Maria Vergine.
Nei secoli successivi subì diversi rimaneggiamenti che trasformarono il castello in una vera e propria fortezza ritenuta inespugnabile. Il castello, invece, cadde tuttavia nel 1523 nell'assedio compiuto dal vescovo Agostino Grimaldi, che distrusse parzialmente la fortezza nel tentativo di catturare Bartolomeo Doria, ritenuto il responsabile dell'assassinio del fratello di Agostino e che nel castello trovò rifugio. La struttura dovette pertanto essere nuovamente ricostruita, ma con funzioni militari ridotte rispetto all'uso precedente.
Nel 1634 il castello divenne proprietà del Ducato di Savoia per poi ritornare, nel 1652, ad appartenere a Francesco Doria; nel 1806 venne venduto dalla famiglia a Stefano Cassini per la cifra di 3.400 lire genovesi che trasformò il castello nella sua residenza privata.
Nel Novecento il nuovo erede del castello, Fruttuoso Cassini, chirurgo, ricavò all'interno del castello due appartamenti che fece in seguito affrescare dal pittore Leonida Martini e realizzò inoltre un giardino pensile con un nuovo muraglione verso la chiesa. Oggi, dopo un periodo di abbandono, è di proprietà del Comune di Apricale che utilizza lo stabile per mostre e convegni culturali.

## Il museo
Sono sette le stanze tematiche che caratterizzano il museo della Storia di Apricale, a partire dal giardino pensile dove trovano collocazioni le installazioni scultoree di François Bouché e di Georges Boisgontier.
In un corridoio, ricavato tra le mura storiche del castello, è stata allestita la "Galleria del teatro" con la collaborazione con la compagnia del teatro della Tosse di Genova dove vengono esposte le varie locandine, a partire dagli anni novanta del Novecento, degli eventi culturali che si svolgono nel borgo. Sono inoltre conservate le sagome dei Tarocchi dell'artista genovese Emanuele Luzzati.
Il museo della storia apricalese raccoglie inoltre testimonianze della vita del borgo, documenti, materiali archeologici, cimeli del Rinascimento. Diversi pannelli illustrativi dedicano, all'interno del castello e del museo, un approfondimento storico della cosiddetta "contessa di Apricale", al secolo Emma Cristina Bellomo Della Torre, al centro dalla seconda metà dell'Ottocento di vicissitudini e intrighi politici in diversi paesi europei (Francia), Giappone e Russia alla corte dei Romanov.